# Tim Essonne
 (mars 2019).

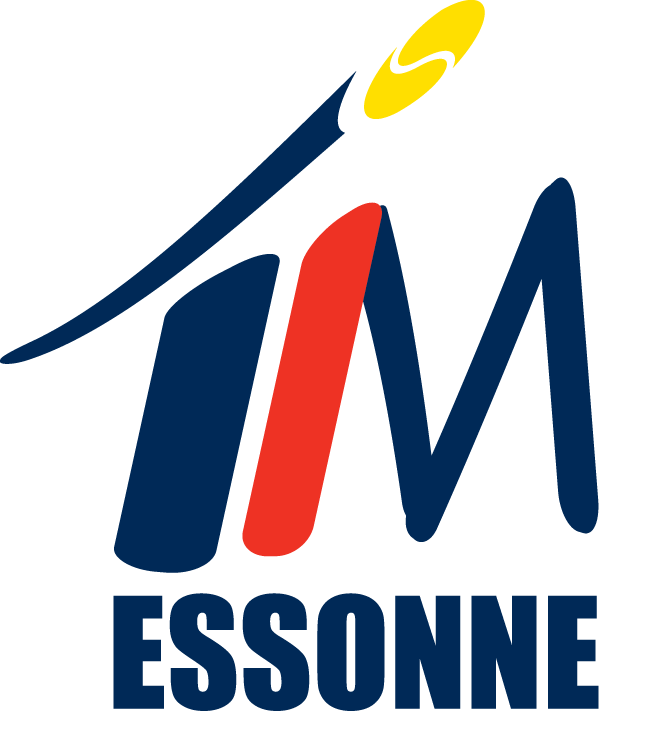
Logo du tournoi.

Le Tim Essonne,, est une compétition de tennis internationale qui se déroule chaque année depuis 1983 à Sainte-Geneviève-des-Bois. Ce tournoi, qui est accessible aux jeunes joueurs de moins de 14 ans, est l’un des plus illustres de cette catégorie.  
Lors des précédentes éditions du Tim Essonne, de nombreux professionnels ont été révélés comme Richard Gasquet ou encore Rafael Nadal qui ont remporté respectivement le tournoi en 1998 et 1999. 
L'édition de février 2025 sera la 40e (pas d'éditon en 2021).

## Histoire
Le tournoi fut créé en 1983, à la demande de Jean-Paul Loth (alors directeur technique national) et d'Albert Guilbert (président de la Ligue de l'Essonne).
Depuis son origine, la compétition est classée en série 1 du Tennis Europe Junior Tour. Elle permet de confronter et d'étalonner les meilleurs joueurs essonniens et français par rapport aux meilleurs européens de leur catégorie. 
Le tournoi est dans un premier temps appelé simplement Tim, puis Tim 91, et enfin renommé Tim Essonne. Son succès ne cesse de croître depuis sa création. Le nombre de nations participantes est passé de 5 à près de 50 en 35 ans.

## Palmarès

### Filles
| Année | Finaliste              | Nationalité | Vainqueur                  | Nationalité | Score         |
| ----- | ---------------------- | ----------- | -------------------------- | ----------- | ------------- |
| 1983  |                        |             | Cécile Bourdais            | France      |               |
| 1984  |                        |             | Emmanuelle Derly           | France      |               |
| 1986  |                        |             | Linda Niemandsverdiret     | Pays-Bas    |               |
| 1987  |                        |             | Ana Foldeny                | Hongrie     |               |
| 1988  |                        |             | Lara Bitter                | Pays-Bas    |               |
| 1989  |                        |             | Anne Pastor                | France      |               |
| 1990  |                        |             | Rita Kuti-Kis              | Hongrie     |               |
| 1991  |                        |             | Martina Hingis             | Suisse      |               |
| 1992  |                        |             | Corinne Dauve              | France      |               |
| 1993  |                        |             | Zsófia Gubacsi             | Hongrie     |               |
| 1994  | Bianca Kamper          | Autriche    | Elena Dementieva           | Russie      | 5-7, 6-4, 6-2 |
| 1995  | Kattarina Basternakova | Slovaquie   | Jelena Pandžić             | Croatie     | 6-3, 6-3      |
| 1996  | Marta Marrero          | Espagne     | Martina Babakova           | Slovaquie   | 7-5, 6-2      |
| 1997  | Lina Krasnoroutskaïa   | Russie      | Marie-Gaianeh Mikaelian    | Suisse      | 3-6, 6-1, 6-0 |
| 1998  | Petra Cetkovská        | Tchéquie    | Matea Mezak                | Croatie     | 6-2, 6-2      |
| 1999  | Jarmila Gajdošová      | Slovaquie   | Alexandra Orasanu          | Roumanie    | 6-0, 6-0      |
| 2000  | Lucie Safarova         | Tchéquie    | Tsvetana Pironkova         | Bulgarie    | 6-2, 0-6, 6-3 |
| 2001  | Evguenia Grebeniuk     | Russie      | Ekaterina Kosminskaia      | Russie      | 1-6, 6-4, 6-3 |
| 2002  | Stéphanie Rath         | Autriche    | Evgeniya Rodina            | Russie      | 6-3, 6-1      |
| 2003  | Jasmina Tinjic         | Croatie     | Elena Kulikova             | Russie      | 6-4, 3-6, 6-1 |
| 2004  | Petra Martić           | Croatie     | Cindy Chala                | Croatie     | 6-3, 1-6, 7-6 |
| 2005  | Sian Bayliss           | Royaume-Uni | Yana Buchina               | Russie      | 6-1, 6-1      |
| 2006  | Aleksandra Krunić      | Serbie      | Daria Gavrilova            | Russie      | 6-3, 4-6, 6-2 |
| 2007  | Petra Uberavola        | Slovaquie   | Daria Gavrilova            | Russie      | 6-2, 6-3      |
| 2008  | Petra Rohanova         | Tchéquie    | Petra Uberalova            | Slovaquie   | 6-2, 6-4      |
| 2009  | Kateřina Siniaková     | Tchéquie    | Estelle Cascino            | France      | 6-3, 6-3      |
| 2011  | Ana Konjuh             | Croatie     | Valentíni Grammatikopoúlou | Grèce       | 6-2, 6-2      |
| 2012  | Dalma Gálfi            | Hongrie     | Olga Fridman               | Ukraine     | 7-6, 7-6      |
| 2013  | Ekaterina Kazionova    | Russie      | Markéta Vondroušová        | Tchéquie    | 6-0, 7-66     |
| 2014  | Katarina Zavatska      | Ukraine     | Olesya Pervushina          | Russie      | 6-0, 6-0      |
| 2015  | Daria Frayman          | Russie      | Taisya Pachkaleva          | Russie      | 6-2, 4-6, 6-1 |
| 2016  | Diane Parry            | France      | Zheng Qinwen               | Chine       | 6-0, 6-2      |
| 2017  | Lyubov Kostenko        | Ukraine     | Maria Bondarenko           | Russie      | 6-2, 6-3      |
| 2018  | Karen Marthiens        | France      | Linda Nosková              | Tchéquie    | 4-6, 6-0, 6-4 |
| 2019  | Kristina Tomajková     | Tchéquie    | Tijana Sretenovic          | Serbie      | 7-69, 6-3     |

### Garçons
| Année | Finaliste              | Nationalité | Vainqueur               | Nationalité | Score           |
| ----- | ---------------------- | ----------- | ----------------------- | ----------- | --------------- |
| 1983  |                        |             | Arnaud Boetsch          | France      |                 |
| 1984  |                        |             | Guillaume Raoux         | France      |                 |
| 1986  |                        |             | Pierre-Olivier Citton   | France      |                 |
| 1987  |                        |             | Bart De Buyser          | Belgique    |                 |
| 1988  |                        |             | Filip Kascak            | Slovénie    |                 |
| 1989  |                        |             | Robert Witz             | Autriche    |                 |
| 1990  |                        |             | Yohann Potron           | France      |                 |
| 1991  |                        |             | Björn Rehnquist         | Suède       |                 |
| 1992  |                        |             | Daniel Elsner           | Allemagne   |                 |
| 1993  |                        |             | Filip Aniola            | Pologne     |                 |
| 1994  | Paul-Henri Mathieu     | France      | Gasper Martinjak        | Slovaquie   | 6-4, 6-1        |
| 1995  | Serguei Vassine        | Ukraine     | Tommy Robredo           | Espagne     | 6-3, 7-5        |
| 1996  | Marios Dimakos         | Suède       | Michael Ali Cayol       | France      | 6-1, 6-4        |
| 1997  | Lucas Gregorc          | Slovénie    | Stefan Wiespeiner       | Autriche    | 3-6, 6-2, 6-4   |
| 1998  | Eddy Chala             | France      | Richard Gasquet         | France      | 6-4, 6-1        |
| 1999  | Julien Gely            | France      | Rafael Nadal            | Espagne     | 7-5, 7-5        |
| 2000  | Mischa Zverev          | Russie      | Alexandr Krasnoroutskiy | Russie      | 0-6, 6-3, 7-6   |
| 2001  | Marin Čilić            | Croatie     | Karlis Lejnieks         | Lettonie    | 6-1, 4-6, 7-6   |
| 2002  | Mikhail Karpol         | Croatie     | Kevin Botti             | France      | 1-6, 6-0, 6-4   |
| 2003  | Jérome Inzerillo       | Italie      | Vladimir Ignatik        | Ukraine     | 6-3, 7-5        |
| 2004  | James Chaudray         | Royaume-Uni | Yannick Reuter          | Belgique    | 7-5, 6-2        |
| 2005  | Frederico Giao         | Italie      | Mikhail Biryukov        | Russie      | 6-3, 6-2        |
| 2006  | Anton Volskov          | Russie      | Carlos Boluda Purkiss   | Espagne     | 2-6, 7-5, 6-2   |
| 2007  | Lucas Pouille          | France      | Evgeni Karlovskiy       | Russie      | 6-4, 3-6, 6-1   |
| 2008  | Alexander Vasilenko    | Russie      | Julien Delaplane        | France      | 7-65, 4-6, 7-64 |
| 2009  | Fabien Reboul          | France      | Thomas Brechemier       | France      | 6-3, 6-3        |
| 2011  | T. Van Rijthoven       | Pays-Bas    | Andrey Rublev           | Russie      | 7-67, 6-3       |
| 2012  | Samuel Sippel          | Allemagne   | Kenneth Raisma          | Estonie     | 6-1, 6-4        |
| 2013  | Alexei Popyrin         | Bulgarie    | Corentin Moutet         | France      | 7-5, 6-4        |
| 2014  | A. Avidzba             | Russie      | R. Molleker             | Allemagne   | 6-0, 6-0        |
| 2015  | Alexandre Doan Van     | France      | Adrian Andreev          | Bulgarie    | 6-1, 6-1        |
| 2016  | Alexander Georg Mandma | Estonie     | Lilian Marmousez        | France      | 6-1, 6-2        |
| 2017  | Max Westphal           | France      | Jérome Kym              | Suisse      | 6-3, 6-2        |
| 2018  | Arthur Fils            | France      | Sean Cuenin             | France      | 6-3, 7-5        |
| 2019  | Mihai Alexandru Coman  | Roumanie    | Gilles Bailly           | Belgique    | 6-2, 7-65       |

## Autres participations marquantes
| Année | Participant           | Nationalité | Parcours      |
| ----- | --------------------- | ----------- | ------------- |
| 1990  | Iva Majoli            | Croatie     | 1/2 finale    |
| 1992  | Amélie Mauresmo       | France      | 1/4 finale    |
| 1994  | Justine Henin         | Belgique    | 1/2 finale    |
| 1995  | Paul-Henri Mathieu    | France      | 1/4 finale    |
| 1995  | Nicolas Mahut         | France      | 2e tour       |
| 1995  | Marta Marrero         | Espagne     | 1/8 finale    |
| 1997  | Gilles Simon          | France      | 1/4 finaliste |
| 1998  | Tomáš Berdych         | Tchéquie    | 2e tour       |
| 1999  | Gaël Monfils          | France      | 1/8 finale    |
| 1999  | Pauline Parmentier    | France      | 2e tour       |
| 2001  | Adrian Mannarino      | France      | 1/2 finale    |
| 2002  | Alizé Cornet          | France      | 1er tour      |
| 2004  | Pierre-Hugues Herbert | France      | 2e tour       |
| 2004  | Grigor Dimitrov       | Bulgarie    | 2e tour       |
| 2004  | Simona Halep          | Roumanie    | 1/8 finale    |
| 2006  | Garbiñe Muguruza      | Espagne     | 2e tour       |
| 2007  | Annika Beck           | Allemagne   | 1/8 finale    |
| 2009  | Océane Dodin          | France      | 1er tour      |
| 2009  | Daniil Medvedev       | Russie      | 1/4 finale    |
| 2012  | Stéfanos Tsitsipás    | Grèce       | 2e tour       |

## Anecdotes
- la Russe Daria Gavrilova est la première joueuse à remporter le tournoi deux fois de suite en 2006 et 2007.

- D'anciens numéro un mondiaux ont participé au Tim Essonne durant leur jeunesse. Il s'agit de Justine Henin-Hardenne, Roger Federer ou encore Rafael Nadal.

- Qinwen Zheng est la première joueuse chinoise à remporter le tournoi.

- Un champion du monde de handball a participé au Tim Essonne : Luka Karabatic a participé au tournoi en 2001.

## Organisation
Le Tim Essonne est l'un des tournois les plus importants de sa catégorie d'âge. Ses sponsors et ses partenaires institutionnels de toujours sont : La Fédération française de tennis, le Conseil général de l'Essonne, la Direction départementale jeunesse et sports, la commune de Sainte-Geneviève-des-Bois. De plus, le tournoi peut également compter sur ses nombreux bénévoles présents chaque année depuis sa création.